# Lingue nostratiche
Le lingue nostratiche sono un'ipotetica famiglia di lingue estinte dalla quale deriverebbero alcune delle famiglie linguistiche europee, asiatiche e africane. Il protonostratico, la lingua che ha dato origine a questa superfamiglia, sarebbe stata parlata 10 000 anni prima di Cristo in Europa orientale.

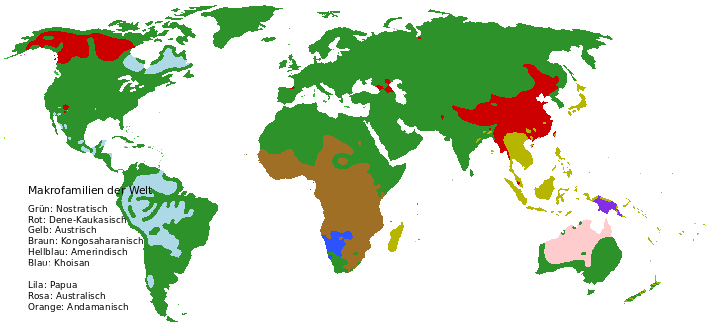
Le superfamiglie linguistiche nel mondo.
Nostratico
lingue dene-caucasiche, o sinocaucasiche
Lingue austriche
Lingue Congo-Sahariane
Lingue amerindie
Lingue khoisan
Lingue papuasiche
Lingue australiane aborigene
Lingue andamanesi

     Nostratico
     lingue dene-caucasiche, o sinocaucasiche
     Lingue austriche
     Lingue Congo-Sahariane
     Lingue amerindie
     Lingue khoisan
     Lingue papuasiche
     Lingue australiane aborigene
     Lingue andamanesi

## Struttura del nostratico
Le lingue nostratiche costituirebbero così una superfamiglia linguistica di livello superiore alle normali famiglie linguistiche.
I teorizzatori ed i sostenitori del nostratico hanno espresso differenti opinioni su quali famiglie linguistiche comprenda la superfamiglia. Comunque generalmente vengono incluse le lingue indoeuropee, le lingue uraliche e le lingue altaiche. Le lingue afro-asiatiche sono state a lungo incluse nelle varie teorizzazioni del nostratico ma critiche recenti di Joseph Greenberg hanno portato ad un parziale riassestamento di questa posizione.

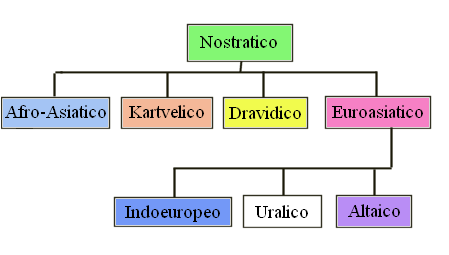
Rappresentazione schematica di una delle versioni della famiglia linguistica nostratica.

Le lingue che sono state comprese nella teoria nostratica sono:
- Lingue indoeuropee
- Lingue uraliche
- Lingue altaiche
- Lingue cartveliche
- Lingue dravidiche
- Lingue afro-asiatiche
- Lingua sumera

## Origine della teoria nostratica

### Il "nostraniano" di H. Pedersen
Nel 1903 il linguista danese Holger Pedersen teorizzò il "nostraniano", una protolingua che avrebbe preceduto ed in seguito dato vita all'indoeuropeo o più propriamente protoindoeuropeo, all'uralico, all'altaico e all'afroasiatico. Il nome significava propriamente "nostro". L'ipotesi non raccolse opinioni positive in occidente e cadde temporaneamente nell'oblio.

### Il nostratico in Unione Sovietica
Durante gli anni 1960, due giovani linguisti russi, un semitologo, A. Dolgopolskij, ed uno slavista, Vladislav Illič-Svityč, fecero tentativi indipendenti di raccogliere e sistematizzare tutti i contributi comparsi in pubblicazioni di linguistica nella letteratura occidentale.
Essi criticamente valutarono una quantità di materiale assai disomogenea, che spaziava dalle esotiche teorie monogenetiche di Alfredo Trombetti ai molto più pragmatici lavori di B. Collinder e H. Pedersen (l'ipotesi della superfamiglia indo-uralica), M. Räsänen (l'ipotesi uralo-altaica), H. Pedersen, P. Meriggi e L. Heilmann (l'ipotesi indo-semita), etc.
Entrambi giunsero indipendentemente alla conclusione che in effetti sussistevano indizi piuttosto evidenti dell'esistenza di una superfamiglia, cui potevano afferire il semitico (vedi afro-asiatico), il kartvelico (caucasico del sud), il protoindoeuropeo, l'uralico e l'altaico.

Successivamente, il Dravidian Etymological Dictionary compilato da Th. Burrow e M. Emeneau, spinse V. Illič-Svityč ad aggiungere il dravidico alla lista. 
Il nome utilizzato per designare questa superfamiglia fu nostratico, coniato sul modello del nome usato in precedenza da H. Pedersen. Nel 1964, A. Dolgopolskij e V. Illyč-Svityč vennero a conoscenza dei rispettivi risultati grazie a V. Dybo, che ne era consapevole da diverso tempo, ma aveva mantenuto il segreto per non inficiare la "purezza dell'esperimento intellettuale".
Da quel momento i due linguisti collaborarono fino alla morte di V. Illič-Svityč, avvenuta nel 1967.

#### IlNostratic Workshop
Ad oggi, il Nostratic Workshop continua il suo lavoro, sebbene il suo staff non sia più lo stesso. A. Dolgopolskij (che è emigrato in Israele) e I. Pejros (che vive in Australia) sono stati sostituiti dai più giovani accademici L. Kogan (ramo Semitico) e G. Starostin (ramo Dravidico). Lo scopo finale del lavoro è la creazione di un dizionario comparativo online di nostratico (per adesso sono disponibili in rete i database comparativi di molte famiglie nostratiche, come anche il vocabolario del nostratico ricostruito).

## Dal protoindoeuropeo al nostratico
Il concetto di lingue nostratiche si comprende meglio nel contesto della scoperta dei metodi di investigazione e di applicazione da famiglia linguistica indoeuropea. Quando William Jones per primo suggerì l'ipotesi del protoindoeuropeo, sostenne quest'idea con un esame sistematico dei cosiddetti gruppi fonosemantici, insiemi di parole che, in lingue differenti hanno suoni e significati simili. Essenzialmente Jones dimostrò che c'erano troppi gruppi di questo tipo per essere delle mere coincidenze, dando particolare enfasi alla somiglianza dei tratti morfologici: declinazione sostantivale e coniugazione verbale. Egli propose che le lingue in questione dovevano derivare da una lingua comune esistita in precedenza ed ora estinta, e che si fossero distinte l'una dall'altra a causa della separazione geografica e del passare del tempo. L'idea di una lingua comune originale prese piede, un concetto del quale l'evoluzione delle lingue romanze dal latino offre un chiaro esempio.
Il secondo concetto da tenere in mente è che, partendo da Jacob Grimm, si sostiene che le lingue non si evolvono in modo caotico, ma piuttosto si evolvono seguendo regole precise. Usando queste regole, si può teoricamente ripercorrere il processo evolutivo all'indietro e ricostruire la protolingua. Facendo ciò parti della protolingua ipotetica, chiamata protoindoeuropeo, sono state ricostruite.
Il terzo concetto è che, analizzando le parole nella lingua proto-indoeuropea, si può fino ad un certo punto esaminare la locazione temporale e spaziale degli indoeuropei. Le parole per concetti ed oggetti che non erano familiari a questa gente sarebbero state assegnate in modo casuale dopo che le varie lingue avevano già cominciato a separarsi; solo cose che erano già conosciute in precedenza avrebbero prodotto serie fonosemantiche nelle lingue figlie. L'indoeuropeo è ricco di parole collegate all'agricoltura, alla zootecnica, ed al mondo vegetale selvatico. Perciò si sostiene che il protoindoeuropeo sia stato parlato in un dato periodo tra il 6000 ed il 4000 a.C., nelle pianure a nord del Mar Nero, in Ucraina (un'indicazione del limite di questo sistema è che secondo alcune teorie le stesse parole ricostruite ed altri indizi, per altre teorie fittizi, indicherebbero come luogo di "nascita" l'Anatolia settentrionale).
Nel complesso, l'ipotesi indoeuropea ha avuto un grande successo, e naturalmente i linguisti hanno provato ad applicare lo stesso metodo generale ad un'ampia varietà di lingue. Molte lingue, anche se non tutte, hanno mostrato una parentela con altre lingue, formando grandi famiglie simili all'indoeuropeo. Così sembra che sia naturale che anche queste famiglie possano convergere in diverse superfamiglie superiori.

### Esempio di ricostruzione del nostratico
Un esempio delle tecniche usate dai sostenitori del nostratico è dato da un passaggio da The Nostratic Macrofamily di Allan R. Bomhard e John C. Kerns (p. 219):
Proto-nostratico *bar-/*ber- 'seme, chicco, grano':
- Proto-indoeuropeo *bhars- 'grano': 
  - Latino far 'farro'
  - Antico islandese barr 'orzo'
  - Antico inglese bere 'orzo'
  - Antico slavo ecclesiastico brašeno 'cibo'
  - Pokorny 1959:111 *bhares- 'orzo'; Walde 1927-1932. II:134 *bhares-; Mann 1984-1987:66 *bhars- 'frumento, orzo'; Watkins 1985:5-6 *bhares- (*bhars-) 'orzo'; Gamkrelidze-Ivanov 1984.II: 872-873 *bhar(s)-:
- Proto-afroasiatico *bar-/*ber- 'grano, cereale':
  - Proto-semitico *barr-/*burr 'grano, cereale':
    - Ebraico bar 'grano'
    - Arabo burr 'frumento'
    - Accadico burru 'un cereale'
    - Sabaico brr 'frumento'
    - Harsusi berr 'mais, frumento'
    - Mehri ber 'mais, frumento'

  - Cuscitico:
    - Somalo bur 'frumento'
    - (?) Proto-cuscitico meridionale *bar-/*bal- 'chicco (generico)'
      - Iraqi balang 'chicco'
      - Burunge baru 'chicco'
      - Alagwa balu 'chicco
      - K'wadza balayiko 'chicco'
- Dravidico:
  - Tamil paral 'sassolino, seme'
  - Malyalam paral 'sabbia, grana grossa, ghiaia'
  - Kota parl 'sassolino, un grano (di qualsiasi cosa)'
  - Kannada paral, paral 'sassolino, pietra'
  - Kodagu para 'sassolino'
  - Tulu parelu 'grano di sabbia, sabbiolina, ghiaia, grano di mais, ecc'
  - Kolami parca 'ghiaia'.
- Sumero bar 'seme'.

Ciò è un esempio di quello che alcuni linguisti trovano di sospetto nell'ipotesi nostratica: una singola protoforma viene indicata come l'antenato di parole che significano orzo, frumento, grano, sassolino, e seme.  D'altra parte, i sostenitori indicano che si trovano ricostruzioni molto simili nella ricostruzione del dizionario indoeuropeo, nella quale allo stesso modo parole di forma simile, ma indicanti cose diverse, provengono da una medesima protoforma.

## Critiche
Alcuni critici hanno puntualizzato che i dati presi dalle famiglie linguistiche citate nel Nostratico spesso hanno un alto grado di errori. Campbell (1998) lo dimostra per i dati relativi all'uralico. I difensori della teoria nostratica ribattono che, se anche ciò fosse vero, nella classificazione genetica delle lingue il positivo conta molto più del negativo (Ruhlen 1994), poiché oltre un certo limite le somiglianze nella corrispondenza suono/significato sono altamente improbabili a livello matematico.
La tecnica di comparare le strutture grammaticali, anziché le parole, ha suggerito ad alcuni che le lingue candidate al Nostratico mancassero di interrelazione. Tuttavia, la proposta di Nostratico originale di Pedersen sintetizzava macro-famiglie antecedenti, alcune delle quali coinvolgevano un'estensiva comparazione delle inflessioni, come per l'uralico. È vero che i nostraticisti russi e Bomhard hanno inizialmente enfatizzato i paragoni lessicali. Bomhard ha riconosciuto la necessità di esplorare le comparazioni morfologiche, e ha da allora pubblicato lavori estensivi in questo campo. A suo parere, il punto di svolta è venuto con la pubblicazione del primo volume del lavoro di Joseph Greenberg sull'Asiatico, che ha fornito una massiccia lista di possibili corrispondenze morfemiche da esplorare. Altri importanti contributi di morfologia del nostratico sono stati pubblicati da John C. Kerns e Vladimir Dybo.
I critici argomentano inoltre che, se si dovessero raccogliere tutte le parole dai vari linguaggi e dialetti indoeuropei conosciuti che abbiano almeno quattro significati ciascuna, si potrebbe facilmente formare una lista che potrebbe coprire ogni concepibile combinazione di due consonanti e una vocale (di cui ce ne sono solo circa 20×20×5 = 2000). I nostraticisti rispondono che essi non comparano termini lessicali isolati, ma proto-linguaggi ricostruiti. Per includere una parola in un proto-linguaggio, essa deve essere ritrovata in diversi linguaggi, e le forme devono essere correlabili da mutamenti regolari dei suoni. In più, molti linguaggi - tra cui l'indoeuropeo, l'uralico e l'altaico, tutti linguaggi chiave del Nostratico - hanno restrizioni sulla struttura delle radici, riducendo il numero di possibili forme-radici ben al di sotto del suo massimo matematico. Comprendere come le strutture delle radici di un linguaggio si correlano a quelle di un altro è stato a lungo al centro degli studi sul Nostratico.
È stato infine riportato che le comparazioni nostratiche (in particolare quelle di Bomhard) includono anche Wanderwörter e prestiti incrociati da varie branche, come se questi fossero imparentati.

## Prospettive della teoria nostratica
Le opinioni in merito al nostratico hanno diviso la linguistica tra fazioni di sostenitori e antagonisti ed è improbabile che in breve tempo si possa avere una ricomposizione.
Non si può negare che la carenza di credenziali scientifiche di alcuni sostenitori del nostratico deponga a loro sfavore, ma d'altra parte alcuni dei più prestigiosi linguisti del ventesimo secolo, quali Holger Pedersen e Joseph Greenberg, erano favorevoli al nostratico o a teorie affini.

## Poesia nostratica
Vladislav Illič-Svityč, nostratista russo, decise di scrivere una poesia usando la sua versione del proto-nostratico. La poesia è la seguente:
| Nostratico              | Russo                               | Traduzione                                |
| ----------------------- | ----------------------------------- | ----------------------------------------- |
| K̥elHä wet̥ei ʕaK̥un kähla | Язык - это брод через реку времени, | La lingua è un guado nel fiume del tempo, |
| k̥aλai palhA-k̥A na wetä  | он ведёт нас к жилищу умерших;      | ci porta alla dimora dei nostri antenati; |
| śa da ʔa-k̥A ʔeja ʔälä   | но туда не сможет дойти тот,        | ma non vi potrà mai giungere,             |
| ja-k̥o pele t̥uba wet̥e    | кто боится глубокой воды.           | colui che ha paura delle acque profonde.  |